# Tricliceras bivinianum
Tricliceras bivinianum là một loài thực vật có hoa trong họ Lạc tiên. Loài này được (Tul.) R. Fern. miêu tả khoa học đầu tiên năm 1975.